# Hemiliostraca samoensis
Hemiliostraca samoensis is een slakkensoort uit de familie van de Eulimidae. De wetenschappelijke naam van de soort is voor het eerst geldig gepubliceerd in 1867 door Crosse.